# Puka (Otepää)
Puka (Duits: Bockenhof) is een plaats in de Estlandse gemeente Otepää, provincie Valgamaa. De plaats heeft de status van groter dorp of ‘vlek’ (Estisch: alevik).
Tot in oktober 2017 was Puka de hoofdplaats van de gemeente Puka. De gemeente werd in oktober 2017 opgedeeld tussen de gemeenten Elva en Otepää.

## Bevolking
De plaats had 580 inwoners op 31 december 2011 en 553 inwoners op 31 december 2021.

## Geschiedenis
Het landgoed Puka of Vana-Puka (‘Oud-Puka’) ontstond in de middeleeuwen en behoorde toen toe aan de familie von Buxhoevden. De oudste vermelding is van 1529. Tegen het eind van de 16e eeuw kwam het landgoed in handen van de familie von Bock, vandaar de Duitse naam Bockenhof. Het landgoed veranderde nog een paar maal van eigenaar; tussen 1852 en de onteigening in 1919 door het onafhankelijk geworden Estland was de eigenaar de familie von Samson-Himmelstjerna.
In de 18e eeuw werd het landgoed opgedeeld in drie stukken: Vana-Puka, Väike-Puka (‘Klein Puka’) en Vastse-Puka (‘Nieuw Puka’). In 1819 kwamen de drie stukken weer bij elkaar.
Het landhuis van het landgoed is inmiddels een ruïne. Enkele bijgebouwen zijn bewaard gebleven, maar in slechte staat. De restanten bevinden zich in het huidige dorp Plika, ten westen van Puka.
Het dorp Puka ontstond in de tweede helft van de 19e eeuw rond het station, ongeveer een kilometer ten noordoosten van het landhuis.

## Station
In 1889 kreeg Puka een station aan de spoorlijn Tartu - Valga, dat nog steeds in gebruik is.
Op 13 mei 1897 ontspoorde ten noorden van Puka tijdens een zware onweersbui een militaire trein. Er vielen 58 doden en 44 zwaargewonden.

## Foto's

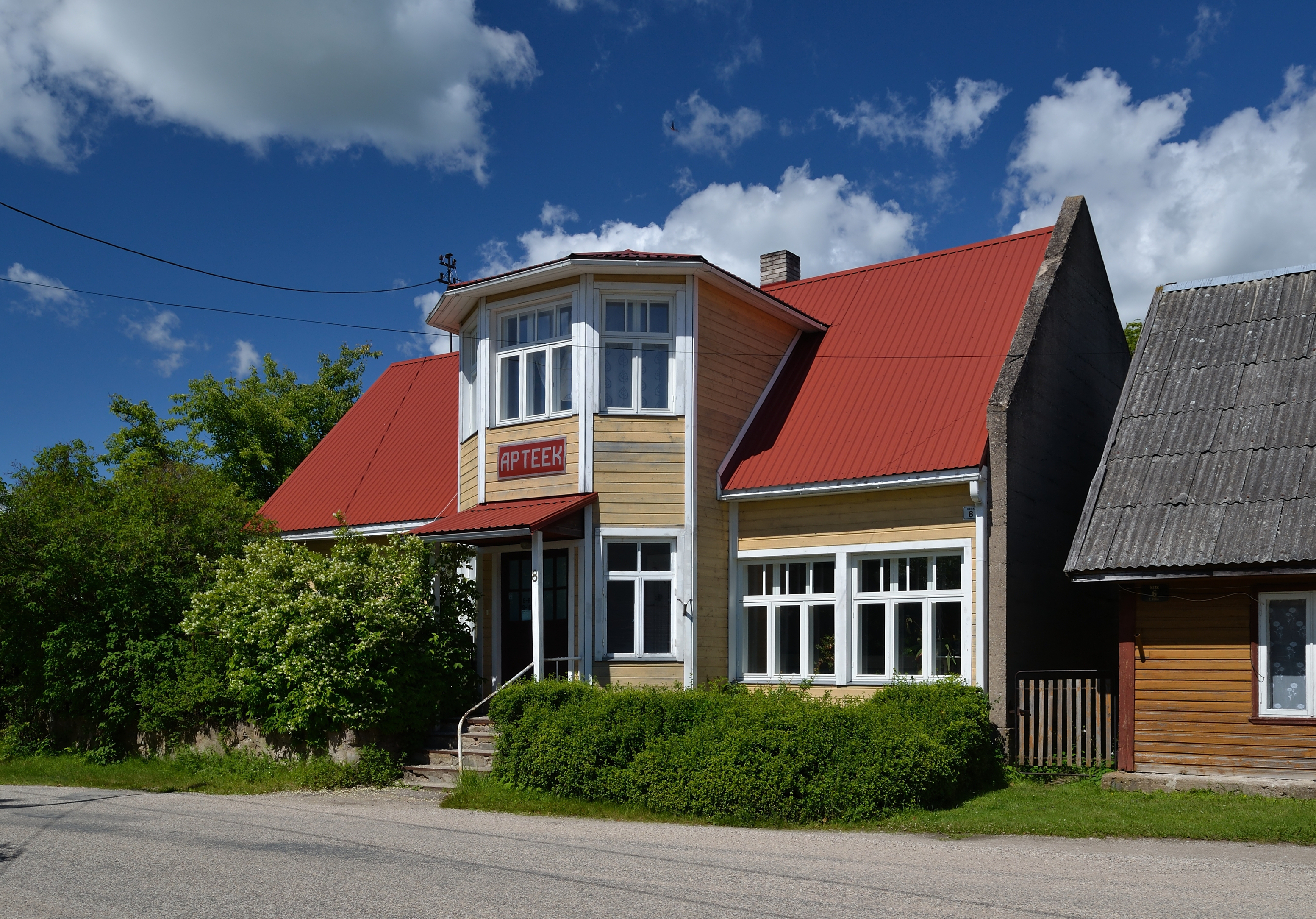
Apotheek in Puka
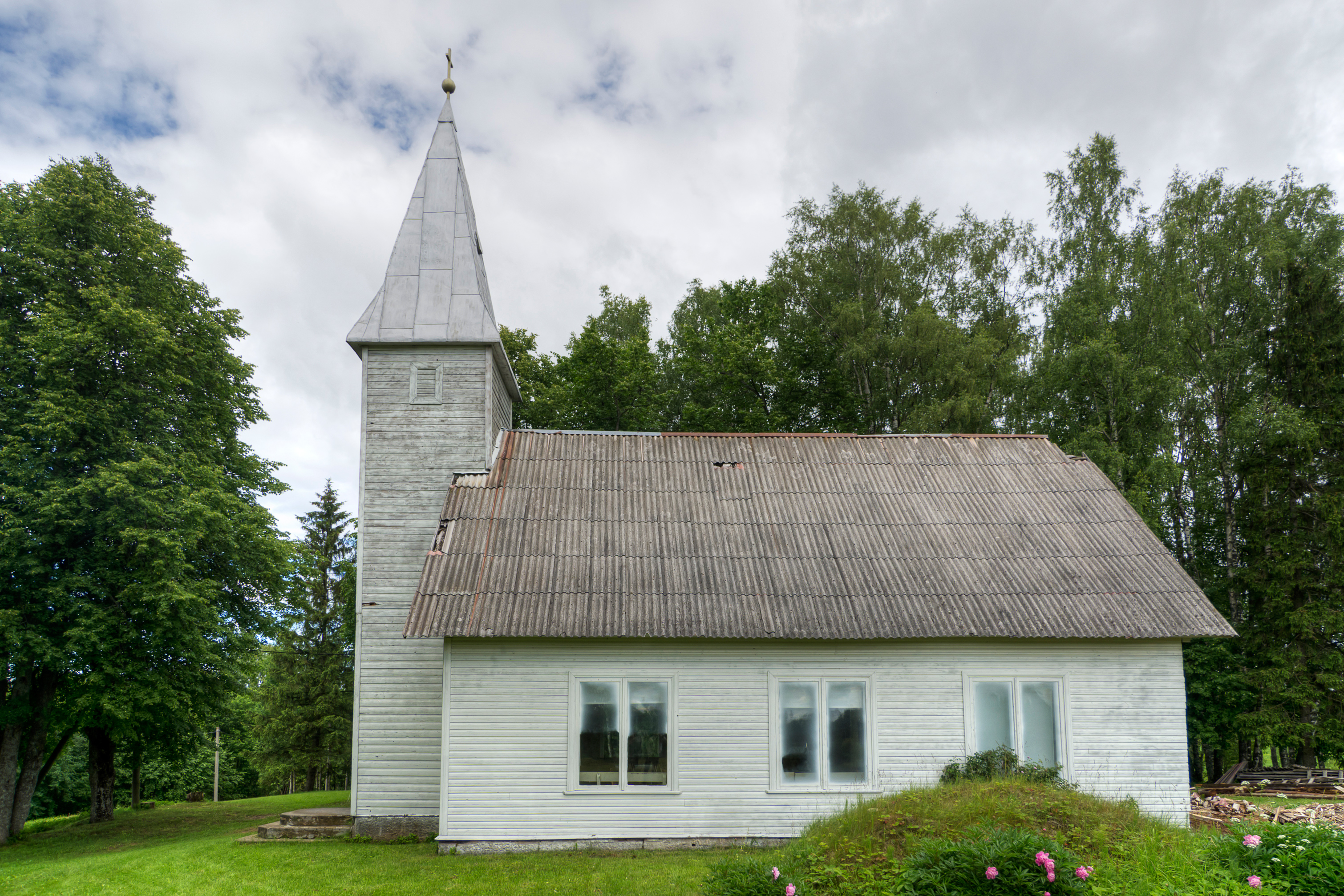
Baptistenkerk
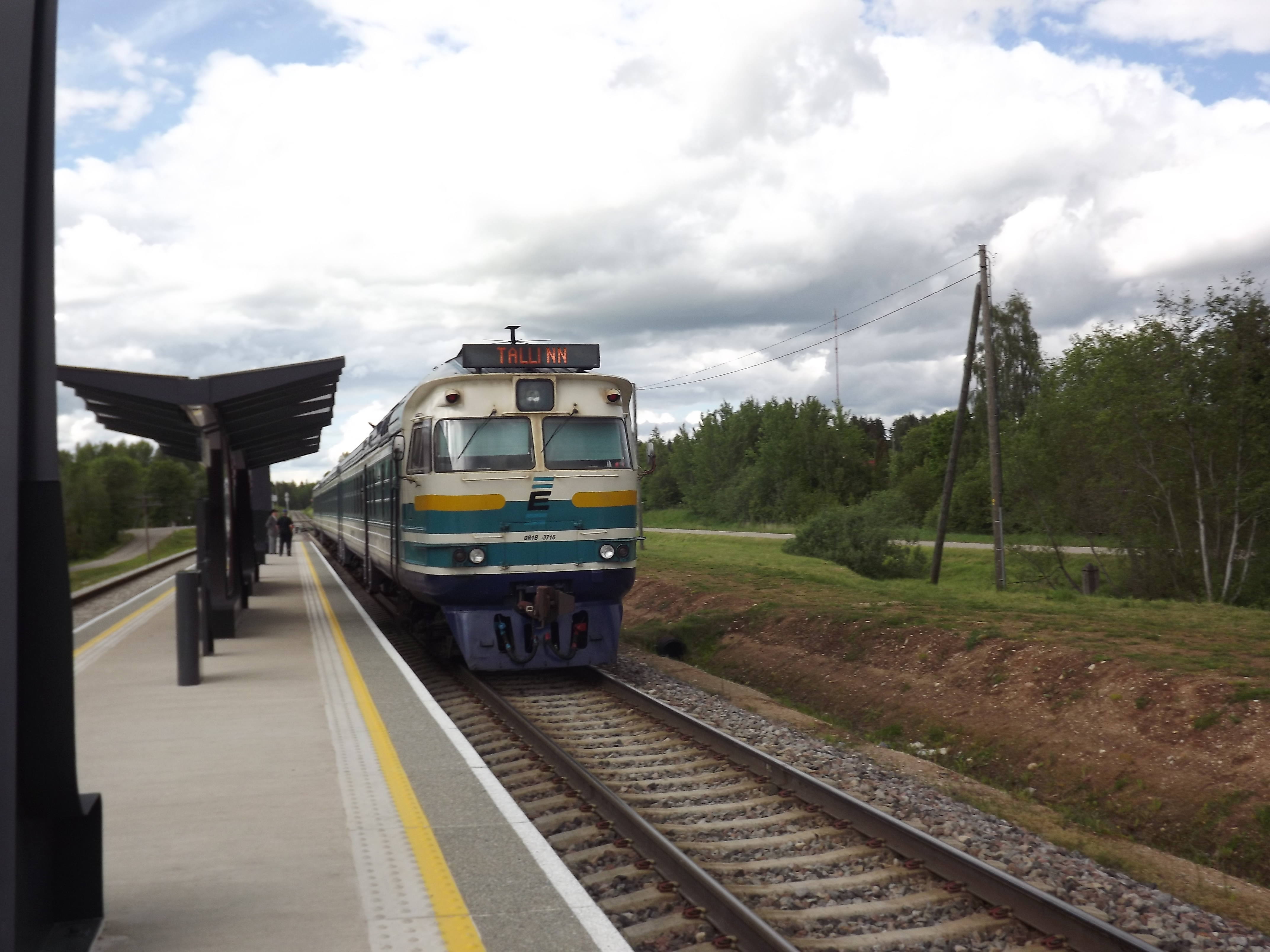
Trein van Edelaraudtee op het station van Puka, 2012
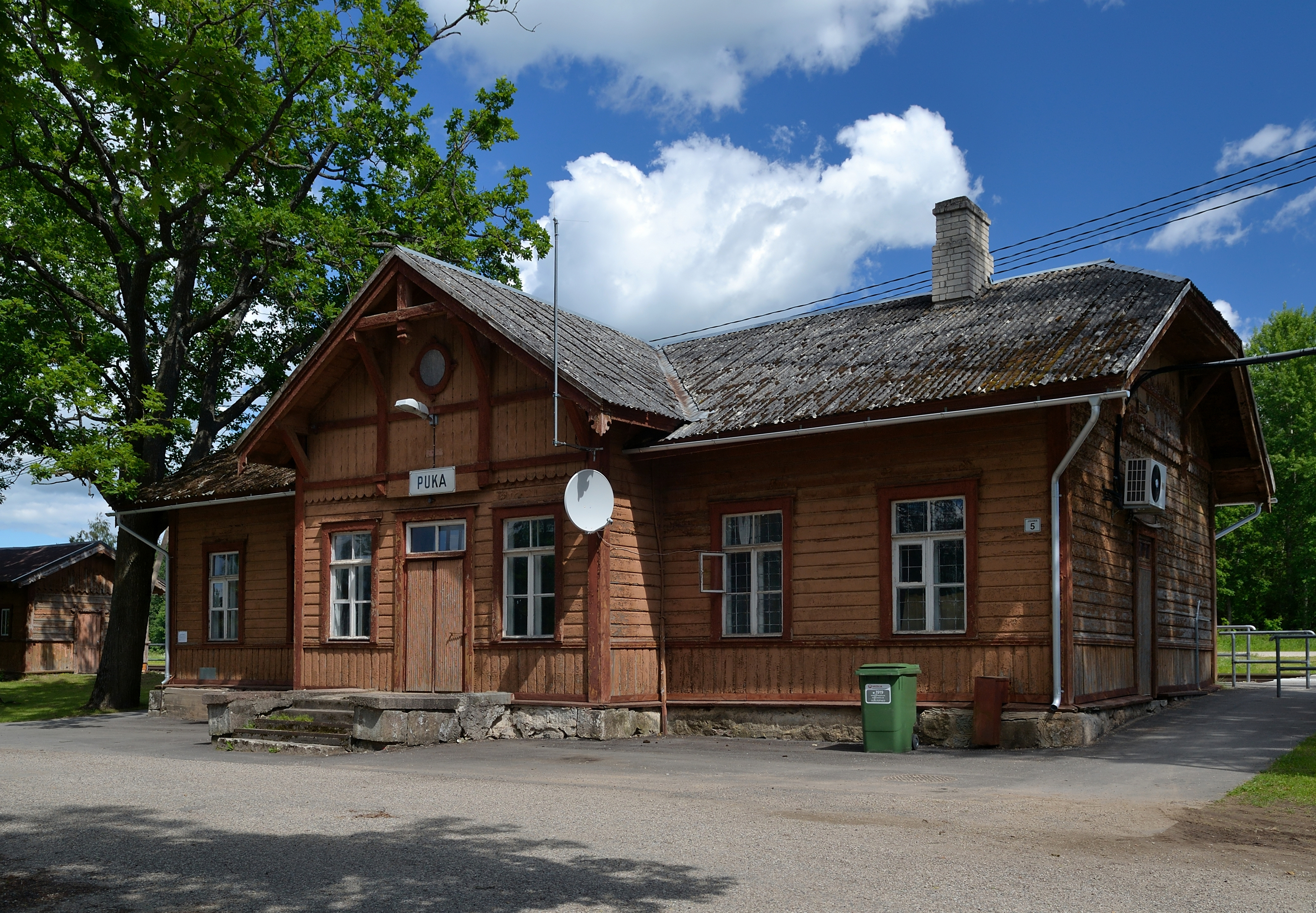
Het stationsgebouw in 2012
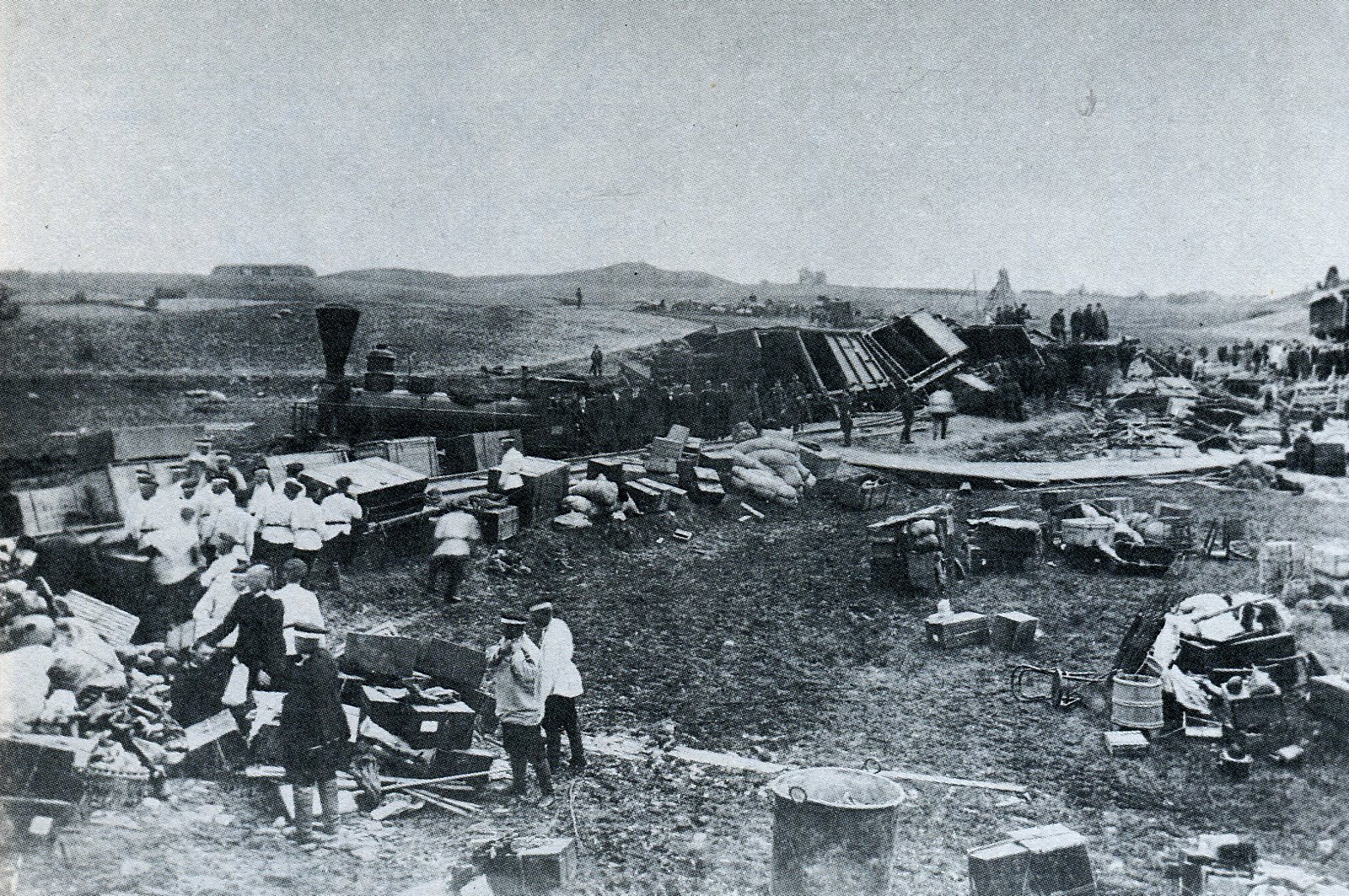
De treinramp van 1897
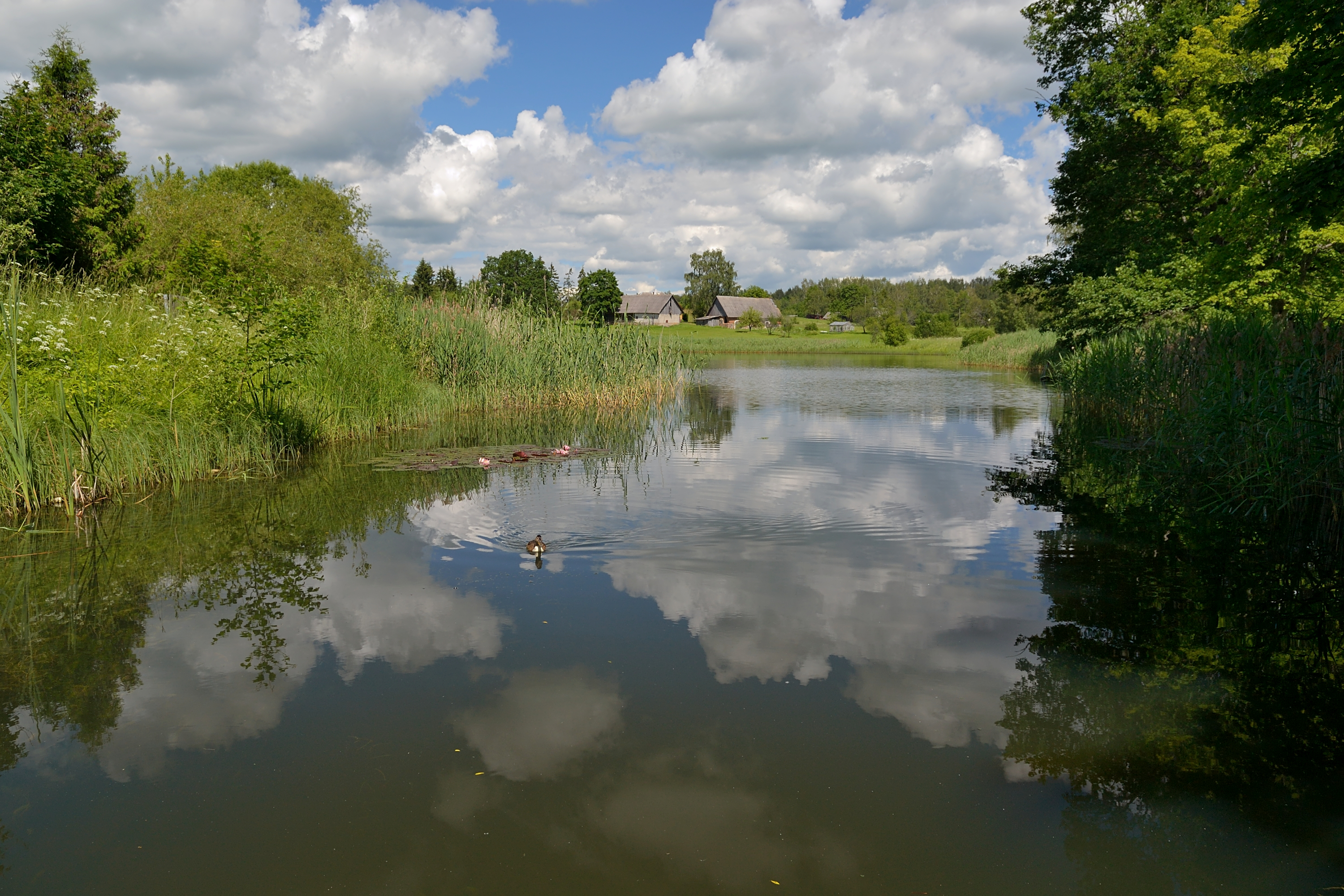
Beek bij Puka